# 阿桑凱克車站
阿桑凱克車站（土耳其語：Alsancak garı）是土耳其第三大城市伊茲密爾的兩個主要火車站之一，擁有6座月台。阿桑凱克車站建於1858年，是土耳其第二古老的火車站。